# Amasa (España)
Amasa es una entidad de población española del municipio de Villabona, perteneciente a la provincia de Guipúzcoa, en la comunidad autónoma del País Vasco.

## Historia
Hacia mediados del siglo XIX, el lugar ya pertenecía a Villabona. Aparece descrito en el segundo volumen del Diccionario geográfico-estadístico-histórico de España y sus posesiones de Ultramar de Pascual Madoz con las siguientes palabras:

AMASA: ant. v. en la prov. de Guipuzcoa, dióc. de Pamplona (12 leg.). aud. de Búrgos (34), c. g. de las prov. Vascongadas (13), y part. jud. de Tolosa (1), forma hoy una sola v. con la de Villabona (V.); sit. en el cerro de su nombre, á la der. del r. Oria y carretera de Francia; el clima es sano: la igl. parr. (San Martin), es única para las dos pobl., está servida por un rector y tres beneficiados; al primero y á uno de estos los presentan los dueños de las casas de ambos pueblos, y los otros dos beneficiados, el Rey y el rector en sus respectivos meses. El térm. se estiende á 4 leg. y confina por N. con Andoin interpuesto el Liezaran que corre á unirse con el Oria, por E. Berástegui, por S. Anoeta, y á O. Asteasu, uno y otro á la izq. de la carretera y r. de que hemos hecho mérito: comprende los montes llamados Loazu, Garaño, Arremillosore, Escuiturri, Descarga y Mugaraizpea, con frondoso arbolado y abundante pasto; de ellos se desprenden varios arroyuelos que contribuyen á fertilizar el terreno: la carretera de Francia pasa por medio de la pobl. unida (Villabona), los demas caminos son vecinales, poco cuidados: el correo se recibe en Tolosa. Prod. maiz, trigo, manzanas, nueces, castañas y algunas legumbres y hortalizas: mucho arbolado de roble, fresno, olmos, alisos, castaños, nogales y chopos, que utilizan para obras de construccion y mueblage, asi como en el carboneo: se cria ganado vacuno, lanar, poco cabrio y gatos monteses, y disfruta de la pesca en el Oria. Pobl. en ambas v. 166 vec., 832 alm.: riqueza terr. 68,588 rs.: ind. y comerico 10,000: contr. (V. Guipuzcoa intendencia.) Estuvo separada y formó v. por si, aunque eran comunes con la de Villabona, los térm. concejiles, la igl. parr., la ferr. de Amasola, (arruinada), y los molinos de Arroa y Orcaiztegui; se unieron ambas v. para evitar los frecuentes litigios, y otorgaron concordia, que fué aprobada por el Sr. D. Felipe III, en 1620: desde entonces se reputan por una sola v. Hace por armas, en capo de oro, un árbol verde entre cinco flores de lis, con dos leones rapantes.
(Madoz, 1845, p. 234)

En 2022, la entidad singular de población tenía empadronados 328 habitantes y el núcleo de población, 264.

## Patrimonio

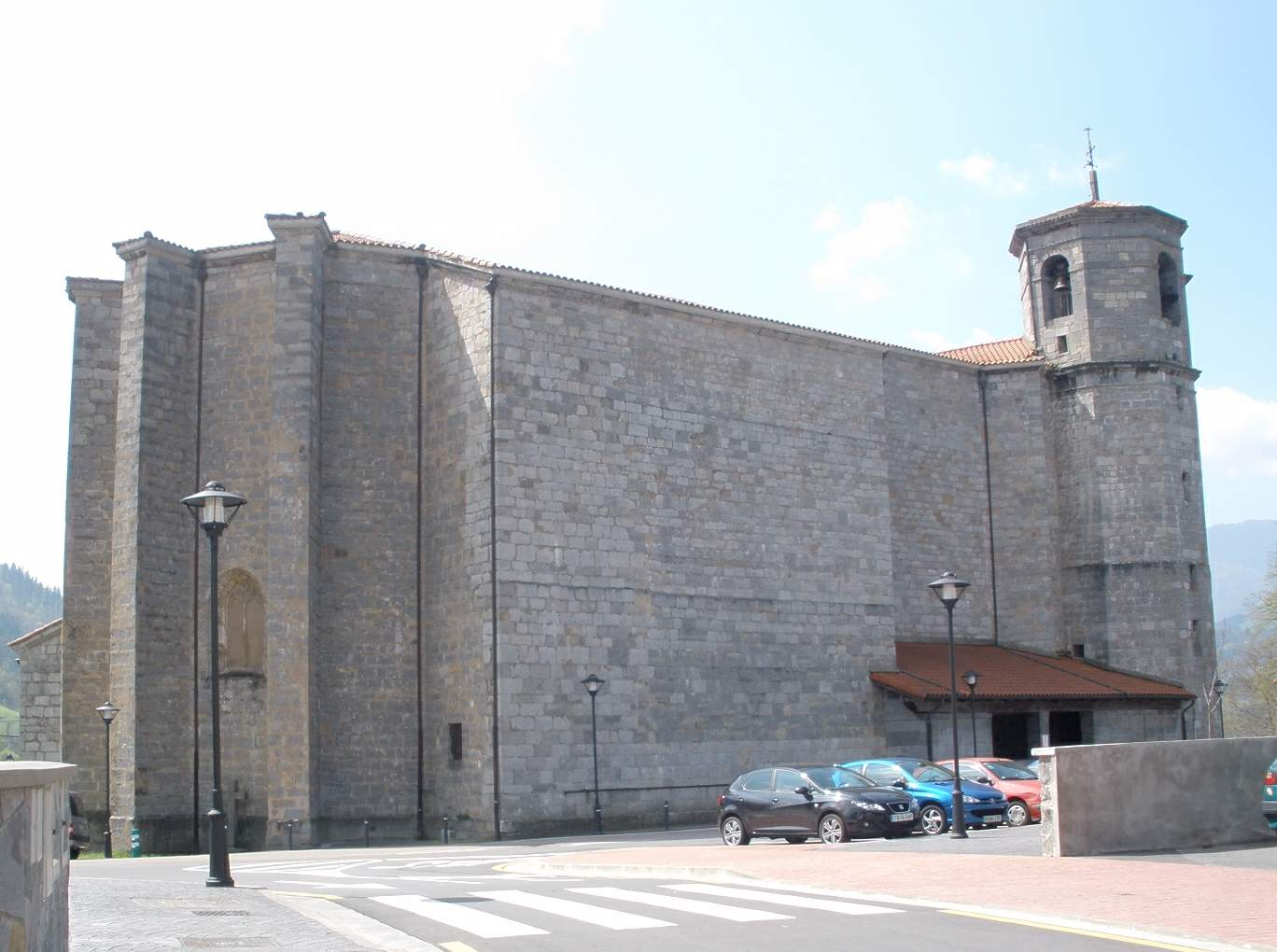
Vista de la iglesia de San Martín de Tours

Hay en el lugar una iglesia de San Martín de Tours y una ermita de la Santa Cruz.